# Georges-Guillaume de Schaumbourg-Lippe
Georges-Guillaume (20 décembre 1784 – 21 novembre 1860) est comte puis prince de Schaumbourg-Lippe de 1787 à sa mort.

## Biographie
Né à Bückeburg, Georges-Guillaume est le quatrième fils du comte Philippe II de Schaumbourg-Lippe, le seul par sa seconde femme Julienne de Hesse-Philippsthal. Il est le seul des fils de Philippe à survivre à son père, et devient comte à sa mort, le 13 février 1787. Il n'est âgé que de deux ans à cette date, et sa mère assure la régence.
Le 11 avril 1807, le comté entre dans la confédération du Rhin, et il est élevé au rang de principauté. En 1815, elle adhère à la Confédération germanique.

## Mariage et descendance
Le 23 juin 1816, Georges-Guillaume épouse à Arolsen la princesse Ida de Waldeck-Pyrmont (1796-1869), fille du prince Georges Ier de Waldeck-Pyrmont. Ils ont neuf enfants :
- Adolphe Ier (1817-1893), prince de Schaumbourg-Lippe ;
- Mathilde (1818-1891), épouse en 1843 le duc Eugène-Guillaume de Wurtemberg ;
- Adélaïde (1821-1899), épouse en 1841 le futur duc Frédéric de Schleswig-Holstein-Sonderbourg-Glücksbourg ;
- Ernest (1822-1831) ;
- Ida (1824-1894) ;
- Emma (1827-1828) ;
- Guillaume de Schaumbourg-Lippe (1834-1906), dont la fille Charlotte de Schaumbourg-Lippe épouse en 1886 le roi Guillaume II de Wurtemberg ;
- Hermann (1839-1839) ;
- Élisabeth (1841-1926).